# 過鶴
過鶴（1449年—？），字九皋，直隸常州府無錫縣人，軍籍，明朝政治人物。進士出身。

## 生平
八月初六日生。早年出身國子生，成化十年（1474年）甲午科應天府鄉試第四十四名。成化十四年（1478年）戊戌科會試第一百四十名，殿試登進士第三甲第四十九名。授江西安福县知县。

## 家族
曾祖父過公遠。祖父過德民。父亲過㫰。母黄氏。严侍下。兄鳳、鹏。娶黄氏。